# 化州 (大業)
化州，中国隋朝、唐朝时设置的州。
隋炀帝大业十四年（618年），马簿据钟离郡化明县（今安徽省明光市东北），号化州。唐高祖武德二年（619年），杨益德杀马簿，自号刺史，另设济阴县（今安徽省明光市女山湖镇）、睢陵县（今安徽省明光市自来桥乡上湖村）。归属王世充。武德四年（621年），降唐，废除睢陵县。武德七年（624年）废化州、济阴县，化明县属濠州。